# Trechaleidae
Los trecaleidos (Trechaleidae) son  una familia de arañas araneomorfas, que forman parte de los licosoideos (Lycosoidea), una superfamilia formada por once familias entre las cuales destacan por su número de especies las familias Lycosidae, Ctenidae, Oxyopidae y Pisauridae.

## Distribución
Todas las especies viven en América, excepto Shinobius orientalis que es endémica de Japón.

## Sistemática
Se reconocen los siguientes géneros según WSC:
- Amapalea Silva & Lise, 2006 (Brasil)
- Barrisca Chamberlin & Ivie, 1936 (Panamá, Sudamérica)
- Caricelea Silva & Lise, 2007(Perú)
- Dossenus Simon, 1898 (Panamá, Trinidad, Sudamérica)
- Dyrines Simon, 1903 (Panamá, Sudamérica)
- Enna O. P-Cambridge, 1897 (México hasta Perú y Brasil)
- Heidrunea Brescovit & Höfer, 1994 (Brasil)
- Hesydrus Simon, 1898 (América Central, Sudamérica)
- Neoctenus Simon, 1897 (Sudamérica)
- Paradossenus F. O. P.-Cambridge, 1903 (América Central, Sudamérica)
- Paratrechalea Carico, 2005 (Brasil hasta Argentina)
- Rhoicinus Simon, 1898 (Sudamérica)
- Shinobius Yaginuma, 1991 (Japón)
- Syntrechalea F. O. P.-Cambridge, 1902 (México hasta Bolivia y Brasil)
- Trechalea Thorell, 1869 (EUA hasta Perú y Brasil; Trinidad)
- Trechaleoides Carico, 2005 (Brasil hasta Argentina)